# Portugalete
Portugalete (Portugaldeta en èuscar) és un municipi de la província de Biscaia, País Basc, pertanyent a la comarca del Gran Bilbao. Té una població de 50.357 habitants segons les dades del INE-2004. L'extensió del municipi és de 3,21 km² pel que la densitat poblacional és de 15.510,28 hab./km², la major densitat de tota la Comunitat Autònoma Basca.

## Història
La vila de Portugalete va ser fundada per María Díaz de Haro l'any 1322, com altres poblacions de Biscaia i fins llavors era un petit poble de pescadors de les Encartacions. Tot i que la carta original es va perdre, va ser ratificada l'any 1432 per regal del rei Joan II de Castella. Durant segles va competir amb Bilbao pel domini del comerç fins que va guanyar la seva capital actual. En 1561 Bilbao va prendre a Portugalete el control del comerç a gran escala, i la jurisdicció sobre els arenals i la ria del marge dret enfront de Getxo en 1585.
Al segle xix es van substituir la indústria i els serveis pesquers quan la nova burgesia va fer les seves cases d'estiueig i mansions al voltant del Moll Nou, i al segle XX es va convertir en un centre comercial i d'oci de la ribera esquerra, i en 1893 es va construir el Pont de Biscaia que creua la ria de Bilbao fins a Getxo. No hi havia molta indústria establerta a Portugalete, i les que es van aixecar es van aixecar principalment a l'oest del municipi, però la vila esdevingué el destí d'una gran població atreta per la industrialització i es van construir milers d'habitatges fora de la part antiga de Portugalete, d'est a oest.

## Persones il·lustres
- Víctor Chávarri, (1854-1900) empresari industrial.
- José María de Areilza, (1909-1998) polític i diplomàtic.
- Pedro María Solabarría Bilbao, (1930) sacerdot, obrer i polític.
- Javier Sádaba, (1940) filòsof.
- Nicolás Redondo Terreros, polític del PSE-EE.
- Patxi López, (1959) lehendakari del PSE-EE.
- Carlos Delgado Ferreiro, (1970) àrbitre de futbol.
- Julen Guerrero López, (1974) futbolista.
- Unai Vergara Díez-Caballero, (1977) futbolista.
- Xabi Aburruzaga, (1978) músic.